# Klemens Stefan Sielecki

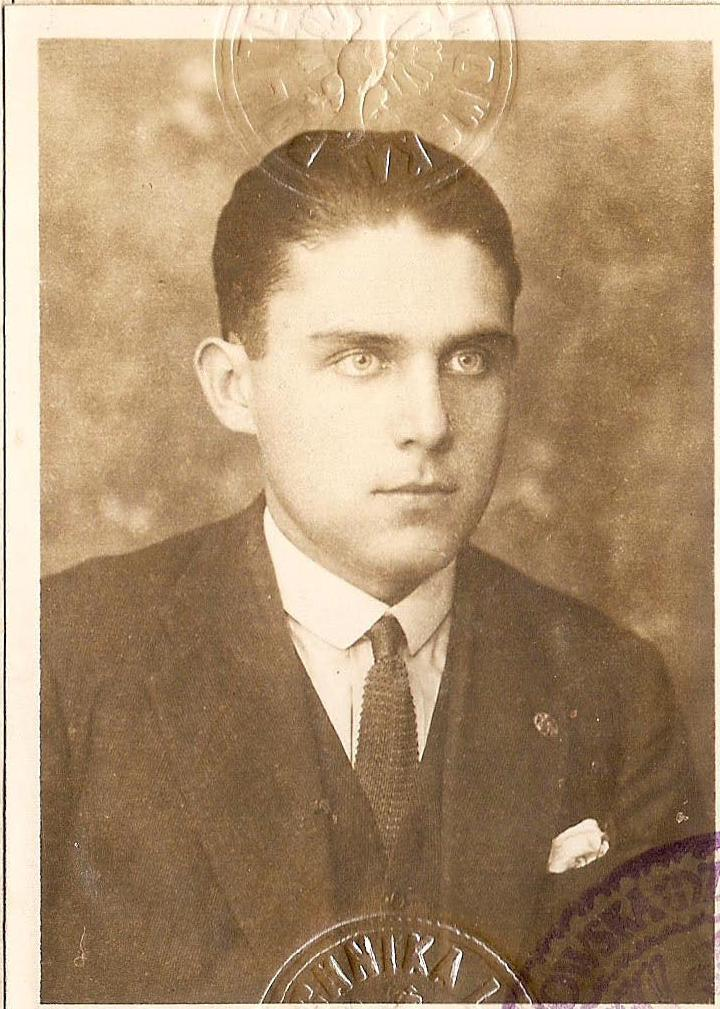
Klemens Stefan Sielecki, student Politechniki Lwowskiej (1925)

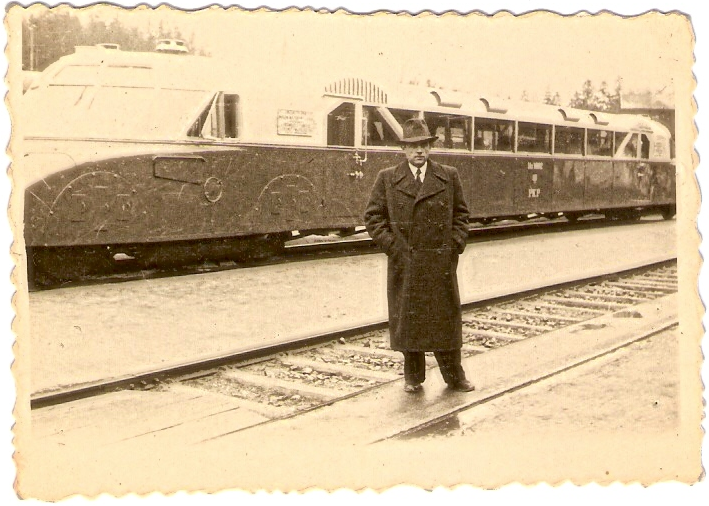
Sielecki przed Luxtorpedą na stacji kolejowej Zakopane (1935)

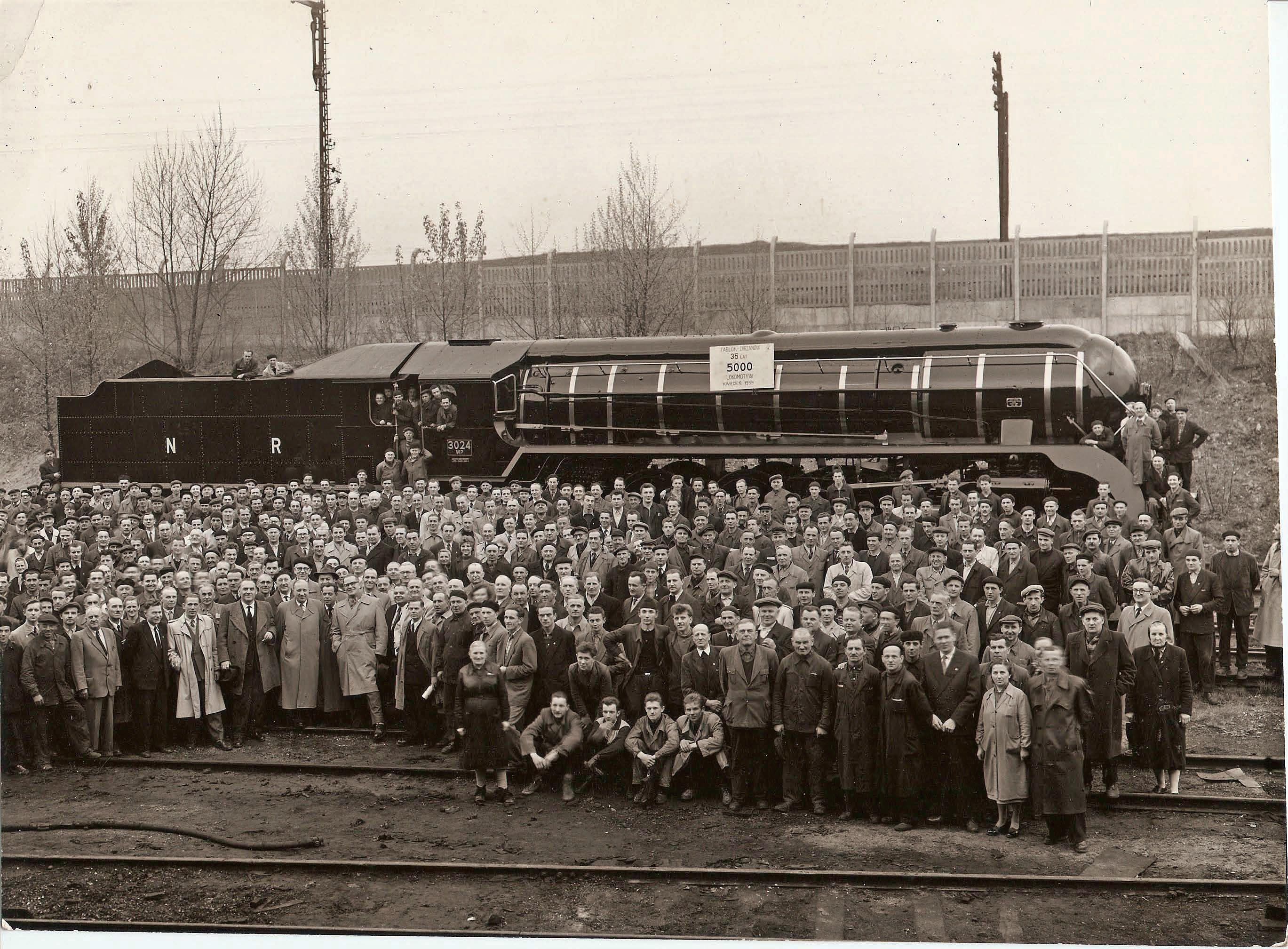
Załoga Fabloku celebrująca wyprodukowanie 5-tysięcznej lokomotywy. Lokomotywa typu WP na eksport do Indii 1955. Sielecki 6. z lewej strony.

Klemens Stefan Sielecki (ur. 8 grudnia 1903 w Stanisławowie, Austro-Węgry, zm. 14 lipca 1980 w Kamieniu Pomorskim, Polska) – polski inżynier. Dyrektor techniczny pierwszej polskiej Fabryki Lokomotyw Fablok w Chrzanowie w latach powojennych aż do 1964 roku.

## Życiorys
Ojciec Sofroniusz Skrebeciowicz de Sielecki (1862-1908) był urzędnikiem w Cesarsko-Królewskich Kolejach Państwowych, stacjonujący w różnych miejscach w całej Galicji. Jego matka Leontyna z domu Lintner (1877-1913) miała także córkę Czesławę (1907-1993). Oboje rodzeństwo zostało sierotami w dzieciństwie, byli wychowywani przez ciotkę, siostrę matki – Józefinę i jej męża Adolfa Skrzyszewskiego, który był zatrudniony na kolei państwowej. Skrebeciowicz de Sielecki to polska szlachta herbu Sas, pierwotnie z Sielec, region Drohobycki.
Klemens Sielecki chodził do szkoły podstawowej w Czerniowcach i do Cesarsko-Królewskiego Gimnazjum nr V w Krakowie. Maturę zdał w Stanisławowie w 1921 r. 24 listopada 1921 wstąpił na Politechnikę Lwowską, gdzie studiował inżynierię kolejową, którą ukończył z dyplomem magisterskim 14 grudnia 1929. W latach 1925–1926 miał praktyki w warsztatach i biurach kolei państwowej we Lwowie i Stanisławowie, „Fabloku” w Chrzanowie i Fabryki Lokomotyw Parowych w Warszawie („Fabryka Parowozów Warszawa”), gdzie zapoznał się z produkcją i eksploatacją lokomotyw parowych. Po absolutorium w 1927 r. pracował w zajezdni lokomotyw we Lwowie w wydziale pomiarów, a później jako projektant w fabryce mechanicznej „L. Zieleniewski-Fitzner-Gamper SA” we Lwowie. Od 1 października 1928 do 30 kwietnia 1930 pracował jako młody asystent w Katedrze Inżynierii (I Katedra Budowy Maszyn) – u profesora Wilhelma Mozera i równocześnie jako asystent na Wydziale Organizacji i Zarządzania Przemysłu Politechniki Lwowskiej.
1 maja 1930 przeniósł się do Chrzanowa, gdzie rozpoczął pracę w biurze projektowym w Fabloku, koncentrując się na rozwoju nowych typów lokomotyw dla Ministerstwa Komunikacji i Bułgarskich Kolei Państwowych. W latach 1932–1935 pod jego kierownictwem rozwinięto konstrukcję słynnej Luxtorpedy, nowoczesnego pojazdu szynowego z napędem silnika Diesla i przekładnią hydrauliczną. Pojazd ten osiągał dla ruchu osobowego szybkość do 115 km/godz., co było w tych czasach sensacją techniczną. W roku 1935 został mianowany zastępcą szefa Wydziału Technicznego, a od marca 1939 szefem tego Wydziału. Wydział ten był związany z konstrukcją, produkcją i odbiorem lokomotyw. Sielecki w szczególności związany był z rozwojem produkcji lokomotyw na eksport między innymi do Bułgarii, Maroka, Litwy i Związku Radzieckiego. Z uwagi na znajomość języków obcych był wielokrotnie wysyłany za granicę w misjach gospodarczych dotyczących aspektów technicznych i współpracy z firmami zagranicznymi.
Podczas okupacji hitlerowskiej Fablok pod nową nazwą „Oberschlesische Lokomotivwerke Krenau” został włączony do firmy „Henschel & Sohn”. Sielecki pracował w tym czasie jako technolog i za zgodą dyrektora generalnego Guido Sancheza de la Cerda był zaangażowany w tajną ochronę żydowskich współpracowników fabryki. Wspólnie z kolegami z biura technicznego ukrywał dokumentację techniczną lokomotyw parowych, spalinowych i elektrycznych. W styczniu 1945 wyniósł tę dokumentację całkowicie z zakładu, wiedząc, że hitlerowcy planowali ją zniszczyć. Po wyzwoleniu Polski i wojennej dewastacji dokumentacja ta okazała się dla Fabloku bezcenna i umożliwiająca kontynuację produkcji lokomotyw parowych i rozpoczęcie produkcji lokomotyw spalinowych i elektrycznych.
W latach powojennych Sielecki był dyrektorem technicznym Fabloku do 1964 roku. Pod jego kierownictwem została rozwinięta produkcja wielu typów lokomotyw, znaczna część produkcji była przeznaczona na eksport do krajów Europy i Azji. Od 1945 do 1961 towarzyszył wiele razy delegacjom Ministerstwa Przemysłu Ciężkiego i Handlu Zagranicznego z wizytami do tych krajów. Od 1965 roku był doradcą technicznym Dyrekcji, przeszedł na emeryturę 31 marca 1971. W latach 60. i 70. był także wykładowcą na Politechnice Krakowskiej i w Szkole Technicznej w Chrzanowie.
Zmarł nagle na zawał serca podczas wakacji z rodziną, pochowany został w grobowcu rodzinnym na Cmentarzu Rakowickim (cmentarzu wojskowym przy ul. Prandoty) w Krakowie.

## Publikacje
Wydał różne eseje na tematy technologiczne, jego pierwszą publikacją była w 1932 roku Fablok na pięćsetną wyprodukowaną lokomotywę, i także sześć folio dla 50. rocznicy Fabloku 1924-1974.
Tłumaczył artykuły i książki z języka niemieckiego na język polski. Był również bardzo aktywny w Federacji Stowarzyszeń Naukowo-Technicznych (NOT). Był współzałożycielem w 1937 roku Stowarzyszenia Inżynierów i Techników Mechaników (SIMP) oddział w Fabloku.
Wspólnie z inżynierem Zdzisławem Władem rozwinął w latach 50. patent na próbny hydrauliczno-elektryczny hamulec testowy dla lokomotyw o dużej mocy.

## Odznaczenia
Po wojnie odmawiał wstąpienia do partii komunistycznej, mimo to za wybitne zasługi został odznaczony przez rząd PRL-u Medalem 10-lecia Polski Ludowej w 1955 oraz Krzyżem Kawalerskim Orderu Odrodzenia Polski w 1967.

## Życie prywatne
Ożenił się z Wandą Marią z domu Szczerba (ur. 21 listopada 1910 w Brzozowie, zm. 12 czerwca 1998 w Krakowie) w 1935 roku w kościele św Anny w Krakowie. Przeszedł z grekokatolicyzmu na rzymski katolicyzm.
Mieli troje dzieci: Krystynę Elżbietę (ur. 14 października 1936 w Krakowie, zm. 2 marca 2003 tamże), która była doktorem dermatologii, Renatę Beatę (ur. 27 sierpnia 1942 w Krakowie), Leszka Michała (ur. 12 października 1944 w Chrzanowie), który studiował inżynierię na Wydziale Mechanicznym Politechniki w Krakowie i w Uniwersytecie Technicznym w Wiedniu. Po studiach pracował w „Simmering-Graz-Pauker” w Wiedniu i New Delhi, potem w koncernie „MAN Ferrostaal” Essen, kierując biurami w Nowym Delhi, Bangkoku i Kuala Lumpur.
Kuzynem żony, Wandy Sieleckiej, był profesor Jan Sehn, sędzia, członek Głównej Komisji Badania Zbrodni Hitlerowskich, profesor UJ, kierownik Katedry Kryminalistyki, dyrektor Instytutu Ekspertyz Sądowych w Krakowie. Sehn był bliskim przyjacielem rodziny.